# Фредерік Вайс
Фредерік Вайс (фр. Frédéric Weis, 22 червня 1977) — французький баскетболіст.
Срібний призер Олімпійських Ігор 2000 року.
Бронзовий призер Чемпіонату Європи 2005 року.